# Innocentes Victimes
Pour plus de détails, voir Fiche technique et Distribution.
Innocentes Victimes (Precious Victims) est un téléfilm américain diffusé en 1993 et réalisé par Peter Levin.

## Synopsis
Accusée du meurtre de ses deux filles dont elle avait déclaré les disparitions à trois ans d'intervalle, une jeune mère de famille doit faire preuve de son innocence devant la justice.

## Fiche technique
- Titre original : Precious Victims
- Réalisation : Peter Levin
- Scénario : Deborah Dalton, d'après l’œuvre de Don W. Weber et Charles Bosworth, Jr.
- Photographie : Paul Maibaum
- Montage : Skip Schoolnik
- Musique : Mark Snow
- Costumes : Elizabeth Palmer
- Décors : Douglas A. Mowat
- Producteur : Timothy Marx
  - Producteur associé : Deborah Dalton
  - Producteur délégué : Mitchell Galin (en) et Richard P. Rubinstein
- Sociétés de production : Big Apple Films, Laurel Productions et Spelling Entertainment
- Sociétés de distribution : CBS et Worldvision Enterprises
- Pays d'origine :  États-Unis
- Langue originale : anglais
- Format : couleur
- Genre : Thriller
- Durée : 93 minutes
- Dates de sortie : 
  - États-Unis : 28 septembre 1993

## Distribution
- Park Overall (VF : Virginie Ledieu) : Paula Sims
- Robby Benson : Robert Sims
- Frederic Forrest : Shérif Frank Yocom
- Brion James : Agent Jimmy Bivens
- Tim Grimm : Capitaine Kocis
- Cliff De Young (VF : Jean Barney) : Don Groshong
- Robyn Lively (VF : Blanche Ravalec) : Wendy McBride
- Nancy Cartwright : Ruth Potter
- Eileen Brennan : Minnie Gray
- Richard Thomas : Don Weber
- Molly McClure : Trudy
- Mary Pat Gleason : une serveuse
- Glenn Morshower : Dog Handler
- Noah Emmerich : un patrouilleur
- Jerry Penacoli : Charles Bosworth

 Source et légende : version française (VF) sur RS Doublage.